# Anua mabillei
Anua mabillei là một loài bướm đêm trong họ Erebidae.